# Dorothy Ripley
Dorothy Ripley (1767 - 10 de fevereiro de 1832) foi uma escritora abolicionista britânica.